# Guilherme Bellintani
Guilherme Cortizo Bellintani (Salvador, c. 1977) é um político, empresário e dirigente esportivo brasileiro. Foi eleito presidente do Esporte Clube Bahia pelos sócios do clube para o mandato 2018-2020 e reeleito para o triênio 2021-2023 . Seu mandato se encerrou em dezembro de 2023, sendo seu sucessor, Emerson Ferretti. 

## Biografia
Ele é graduado em Direito e um dos fundadores do JusPODIVM, editora de livros jurídicos com atuação no norte e no nordeste do Brasil. Entre os anos de 2012 e 2017, atuou como secretário na prefeitura de Salvador, nas pastas "Desenvolvimento, Turismo e Cultura", "Educação" e "Desenvolvimento e Urbanismo".
Deixou a prefeitura de Salvador para exercer o mandato de presidente do Esporte Clube Bahia, ao ser eleito pelos sócios do clube para o triênio 2018-2020.
Em 2019, Bellintani foi convidado pelo governador da Bahia, Rui Costa, a ser candidato à Prefeitura de Salvador nas eleições municipais de 2020, porém negou o convite para continuar se dedicando ao Bahia.
Seu trabalho no clube tem recebido destaque na imprensa e elogios de torcedores de todo o Brasil. Em julho de 2020, assumiu uma cadeira no Plenário de Autoridade Pública de Governança do Futebol (APFUT), comitê do governo federal que fiscaliza e regula o Profut.
Em dezembro de 2020, foi reeleito presidente do Bahia para o período 2021-2023 com 86% dos votos válidos .